# 马塔罗马
马塔罗马是巴西马拉尼昂州的一个市镇。总面积548.411平方公里，总人口13129人，人口密度23.9人/平方公里。